# Transaction Network Services
Transaction Network Services (TNS) est une société américaine spécialisée dans le transport des flux monétiques bancaires. Elle est aujourd'hui présente en Amérique du Nord, Europe, Asie et Océanie.

## Histoire
TNS a été fondée en 1990. Elle est entrée au NASDAQ en 1994.